# Strövelstorps distrikt
Strövelstorps distrikt är ett distrikt i Ängelholms kommun och Skåne län. 
Distriktet ligger söder om Ängelholm. 

## Tidigare administrativ tillhörighet
Distriktet inrättades 2016 och utgörs av socknarna Strövelstorp, Ausås och Starby i Ängelholms kommun.
Området motsvarar den omfattning Strövelstorps församling hade 1999/2000 och fick 1998 efter att socknarnas församlingar gått samman.